# گردشگری در افغانستان

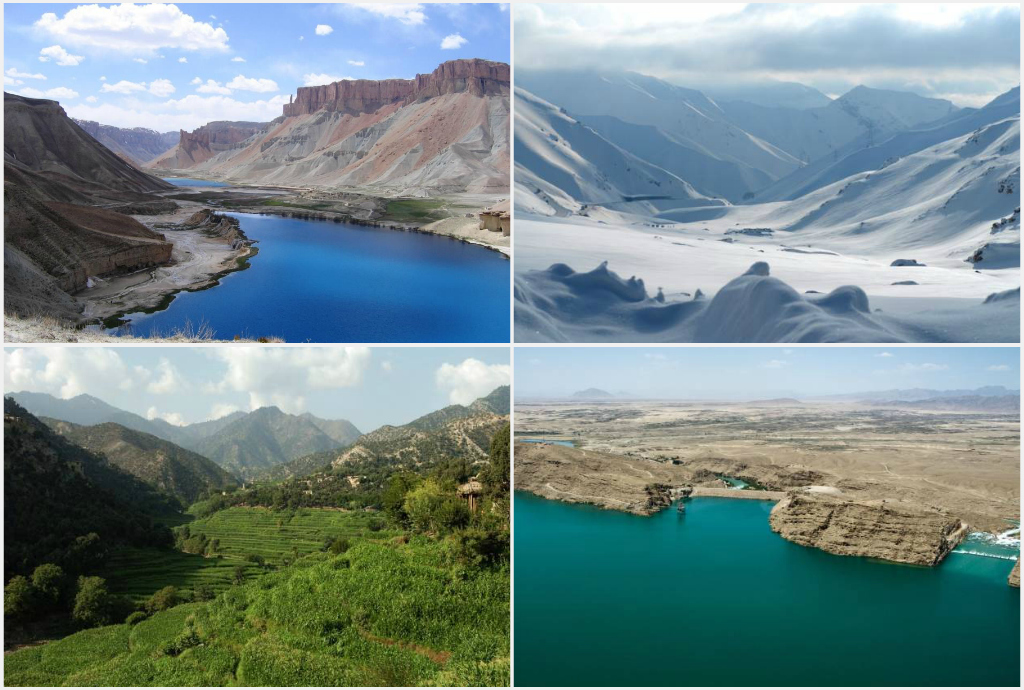
برخی از مناظر محبوب افغانستان، از چپ به راست: ۱. پارک ملی بند امیر؛ ۲ گذرگاه سالنگ در استان پروان؛ ۳ دره کورنگال در استان کنر؛ و ۴ سد کجاکی در دره استان هیرمند

سفارتخانه‌های افغانستان سالانه بین ۱۵۰۰۰ تا ۲۰٬۰۰۰ ویزای توریستی صادر می‌کنند.
افغانستان چهار فرودگاه بین‌المللی دارد که شامل فرودگاه بین‌المللی حامد کرزی، فرودگاه بین‌المللی مزار شریف، فرودگاه بین‌المللی قندهار و فرودگاه بین‌المللی هرات می‌باشد. همچنین چندین فرودگاه کوچکتر در سراسر کشور دارد. مهمانسراها و هتل‌ها در هر شهر بزرگ افغانستان یافت می‌شوند. برخی از هتل‌های بزرگ کابل هتل سرنا، هتل انترکانتیننتال کابل و هتل صافی لندمارک هستند.

## دریاچه‌ها

### پارک ملی بند امیر

پارک ملی بند امیر، ولسوالی یکاولنگ، ولایت بامیان

پارک ملی بند امیر با ارتفاع ۲۹۱۶ متر از سطح دریا در ولسوالی یکاولنگ، ولایت بامیان افغانستان واقع شده‌است. این پارک شامل هفت دریاچه طبیعی: بند پنیر، بند هیبت، بند غلامان، بند پودینه، بند قمبر، بند جداسل و بند ذوالفقار است که بزرگترین‌شان نیز بند ذولفقار می‌باشد و مجموعاََ به‌نام بندامیر یاد می‌شوند. با رنگ آبی نیلگون منظره زیبا را تشکیل می‌دهد. این دریاچه‌ها در اراضی آهکی کوه بابا به وجود آمده‌اند که دهانه بندها به‌طور طبیعی محلول کلسیم کاربونیت و آهک می‌باشد. بند امیر به‌خاطر رنگ آبی نیلگون خود منظره جذابی را برای سیاحین تشکیل‌ داده‌است. بند ذوالفقار منبع دریای بلخاب نیز می‌باشد.

### دریاچه شیوا

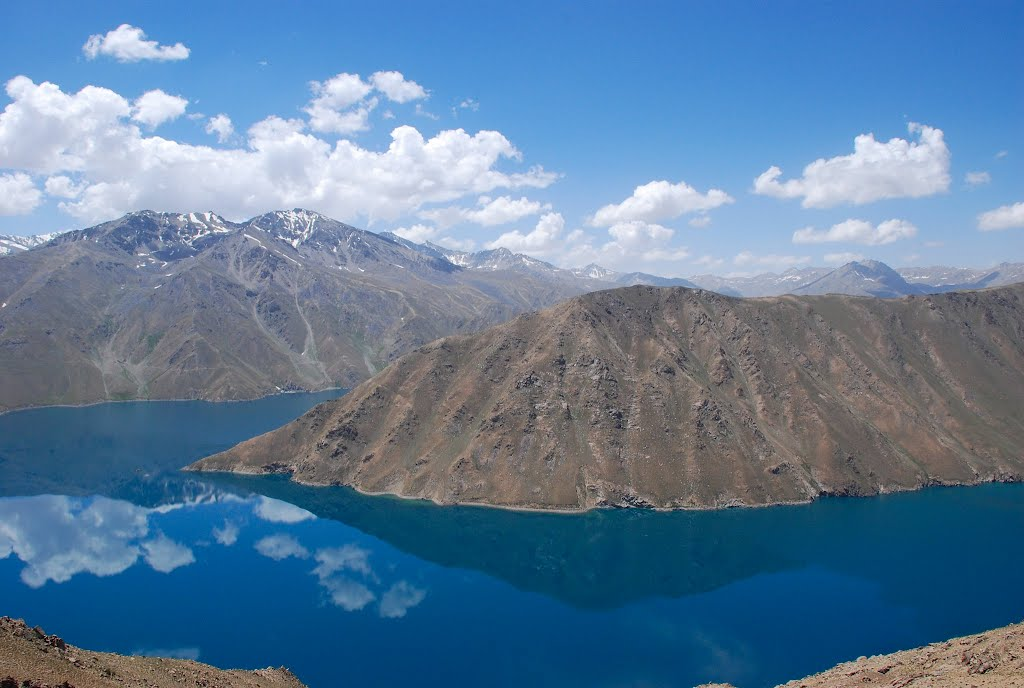
دریاچه شیوا، ولسوالی شغنان، ولایت بدخشان

دریاچه شیوا با درازای ۱۱ کیلومتر و پهنای ۸ کیلومتر در ولسوالی شغنان، ولایت بدخشان افغانستان واقع شده‌است. این دریاچه دارای حوزه فرورفتگی کوچکی است که از تجمع دریاهای منطقه تشکیل شده‌است. دریاچه شیوا که ۳۰۵۰ متر از سطح دریا ارتفاع دارد، جز سه ماه تابستان بقیه مدت سال یخ می‌بندد.

### بند کجکی

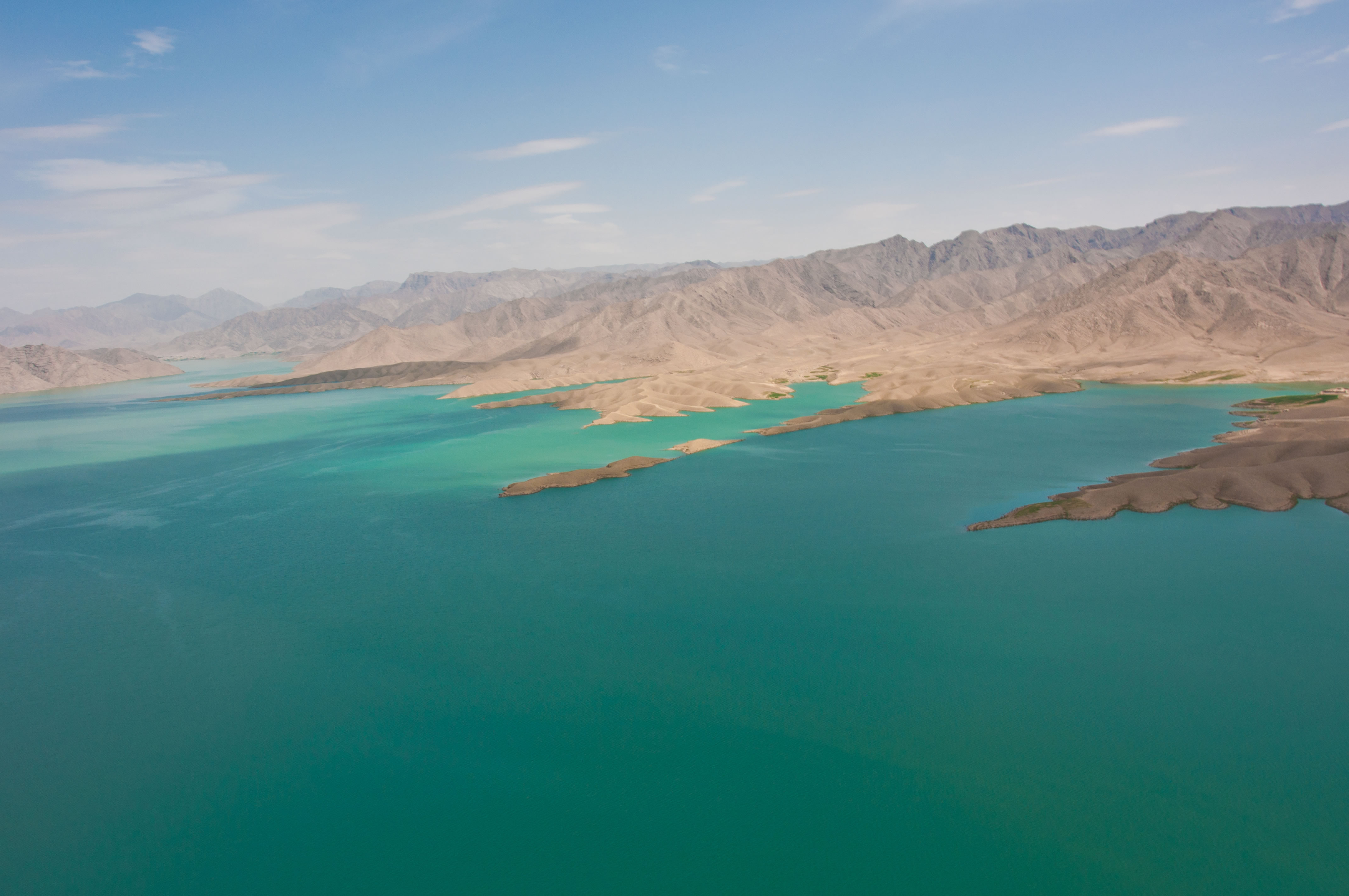
بند کجکی در ولسوالی کجکی، ولایت هلمند

بند کجکی با بلندای ۱۰۰ متر، پهنای ۲٬۲۹۰ متر و ظرفیت ۲٫۸ میلیارد متر مکعبی یا یک سوم هامون سیستان، ولسوالی کجکی، ولایت هلمند قرار دارد . این بند بزرگترین بند آبگردان افغانستان است که ۷۰۰،۰۰۰ جریب زمین، کشتزار را تحت پوشش خود دارد.

### بند قرغه

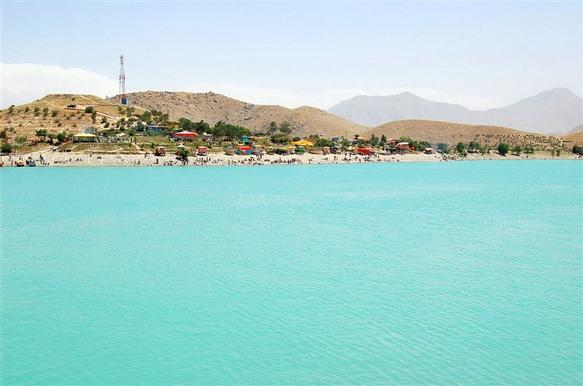
بند قرغه در ولسوالی پغمان، ولایت کابل

دریاچه قرغه با ۳۰ متر ارتفاع، ۱٫۶۸ کیلومتر درازا و ۶۰۰ متر پهنا در ولسوالی پغمان، ولایت کابل قرار دارد. این دریاچه و مناطق اطراف آن که ۶٫۸ میلیون متر مکعب آب را ذخیره کرده است دارای امکانات تفریحی مانند قایق رانی، موج سواری و پارک گلف است. هوتل، رستورانت و پارک بازی نیز دارد. در ساحل این دریاچه می‌توانید ماهیگیری کنید چون بزرگتری فرم پرورش ماهی کابل است.

### دریاچه‌های کوه بابا
در ارتفاع ۵۱۴۰ متر از سطح دریا ۲۴ حوض و حوضچه خورد و کلان بنام های: آووت، سر آهنگران، شاه فولادی، قاضان،‌ بین دو کوه و... وجود دارد که منظره بسیار جذاب و هیجان‌انگیز را تشکیل داده‌اند.

## مسجدها

### مسجد کبود

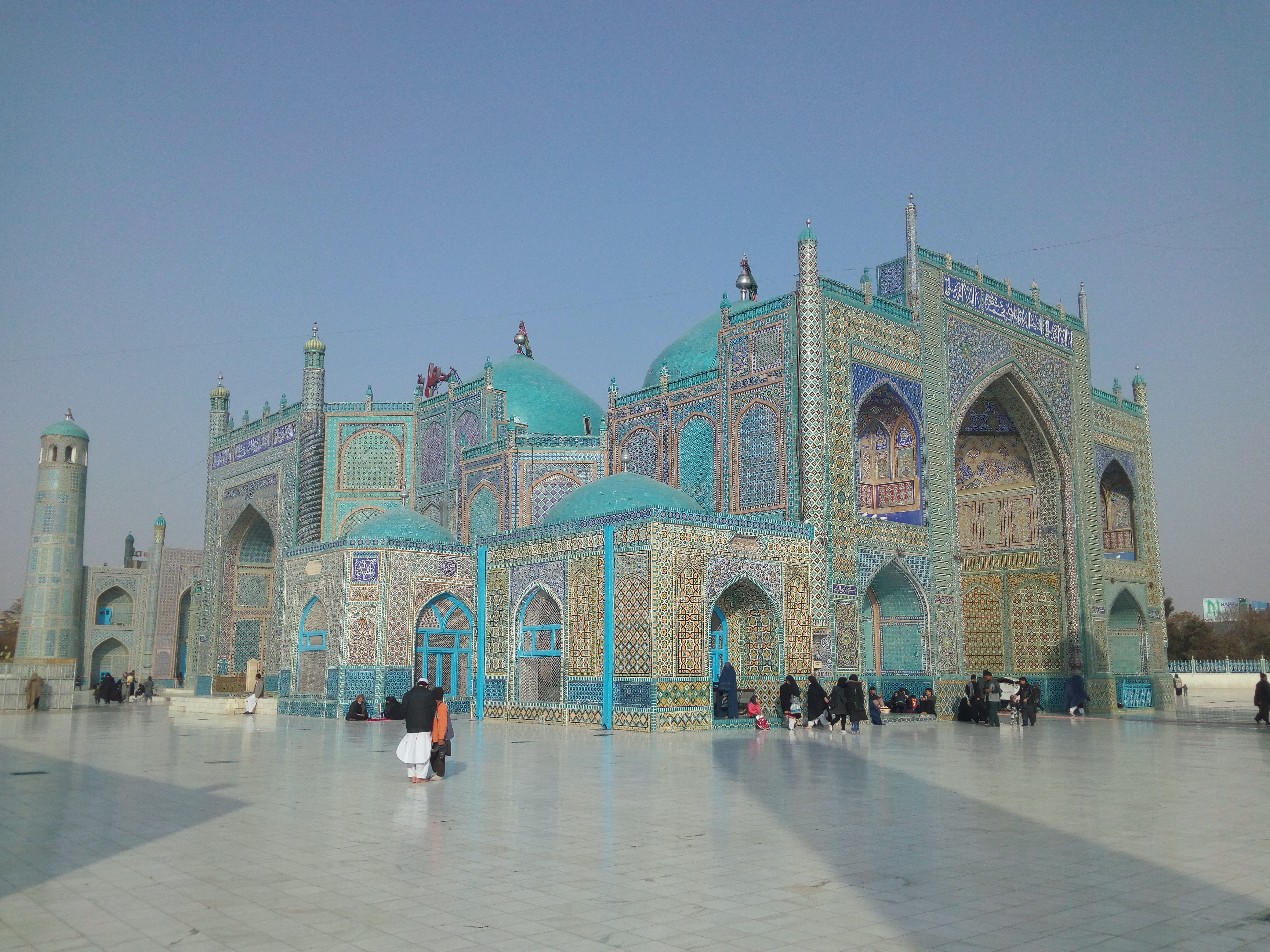
نمایی از مسجد کبود، آرامگاه علی بن ابیطالب و مرکز جشن نوروز افغانستان، مزار شریف، بلخ

در ۵۳۰ هجری، احمد سنجر بارگاهی را در این مکان بنا کرده که احتمالاً در زمان حمله مغول در ۶۱۷ تخریب شده‌است. مسجد فعلی توسط سلطان حسین بایقرا در ۸۸۵ هجری ساخته و پس از آن بارها مورد مرمت و نوسازی قرار گرفته و موجب پیشرفت چشمگیر شهر و تبدیل آن به مرکز ولایت شده‌است. همه‌ساله صدها هزار زائر برای ادای احترام از این بارگاه بازدید می‌کنند.
در سال ۱۳۹۶ با تصمیم مقامات محلی بلخ و کمیسیون ساخت مسجد نو، مسجد قدیمی روضه شریف که در سال ۱۳۳۶ و با گنجایش ۲ هزار نفر ساخته شده بود برای افزایش گنجایش به هفت هزار نفر تخریب شد. آغاز ساخت مسجد نو به مساحت ۴۵۰۰ متر مربع و با گنجایش ۷۵۰۰ نفر در آغاز سال ۱۳۹۶ از سوی رئیس‌جمهور افتتاح شد. مقامات ادعا کرده‌اند که محراب این مسجد که در واقع دروازه غربی روضه شریف هست و بیش از ۱۴۰ سال قدمت دارد نگهداری می‌شود.

### مسجد سبز

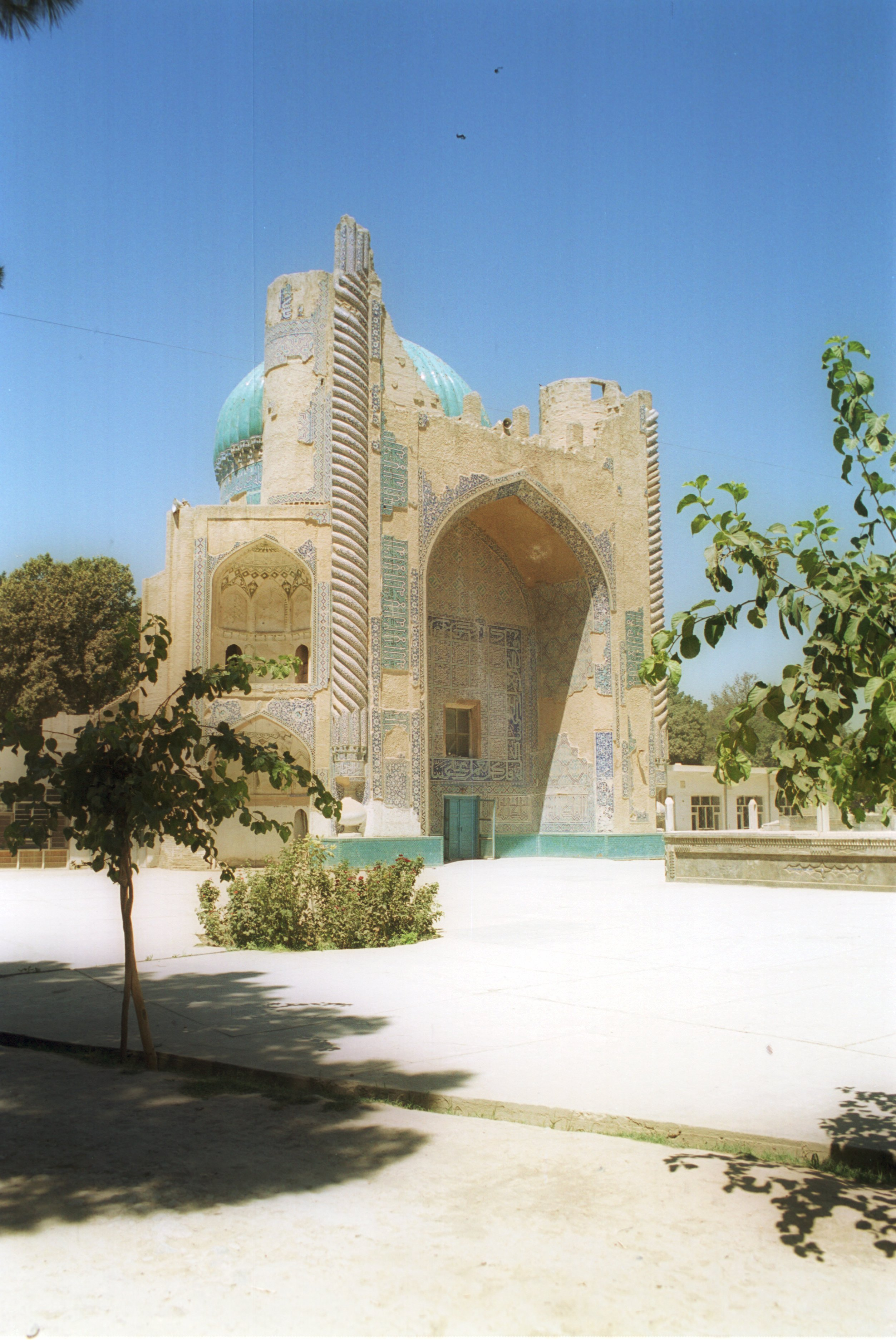
نمایی از مسجد سبز، مزار شریف، بلخ

مسجد سبز در سال ۱۴۱۹ توسط ملکه گوهرشادبیگم طرح‌ریزی و در سال ۱۴۲۱ به اتمام رسید. گنبد این مسجد فرو ریخته است امام حیاط آن به‌خوبی نگهداری شده‌است و مورد استفاده نمازگزاران می‌باشد.

### مسجد جامع هرات

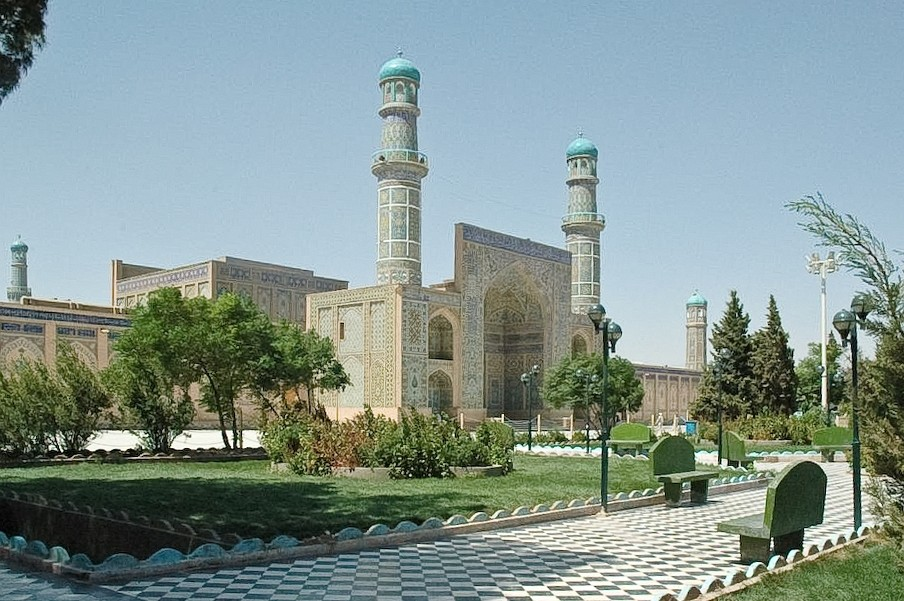
نمایی از مسجد جامع هرات، دوران غوریان، هرات

در سال ۵۹۷ هجری، سلطان غیاث الدین غوری این مسجد را طرح‌ریزی نمود، که در ۸۵۰ ﻫ. توسط سلطان حسین بایقرا تکمیل گردید. جسد غیاث‌الدین محمد در سال ۱۲۰۲ میلادی در زیر گنبد در پشت ایوان شمالی مسجد مدفون گردید. همه ساله گردشگران از این مسجد تاریخی دیدن می‌کنند.
این مسجد تاریخی در زمینی به مساحت اضافه از ۴۶ هزارمترمربع اعمارگردیده که مشتمل بر ۴۶۰ گنبد، ۱۳۰رواق، ۴۴۴ فیل پایه، دوازده گلدسته، چهار ایوان، چهار دروازه، چهار کتیبه بزرگ مزین با آیاتی ازقران، اشعار عرفانی عرفاً و شاعران بزرگ، سه سراچه، یک منبر سنگی، کتابخانه (شامل چهار هزار جلد کتاب) و وضوخانه می‌باشد که در زیباترین محل شهرقدیم هرات موقعیت داشته و در یک زمان گنجایش بیش از یک صد هزار نمازگزار را دارد. 

### مصلای هرات

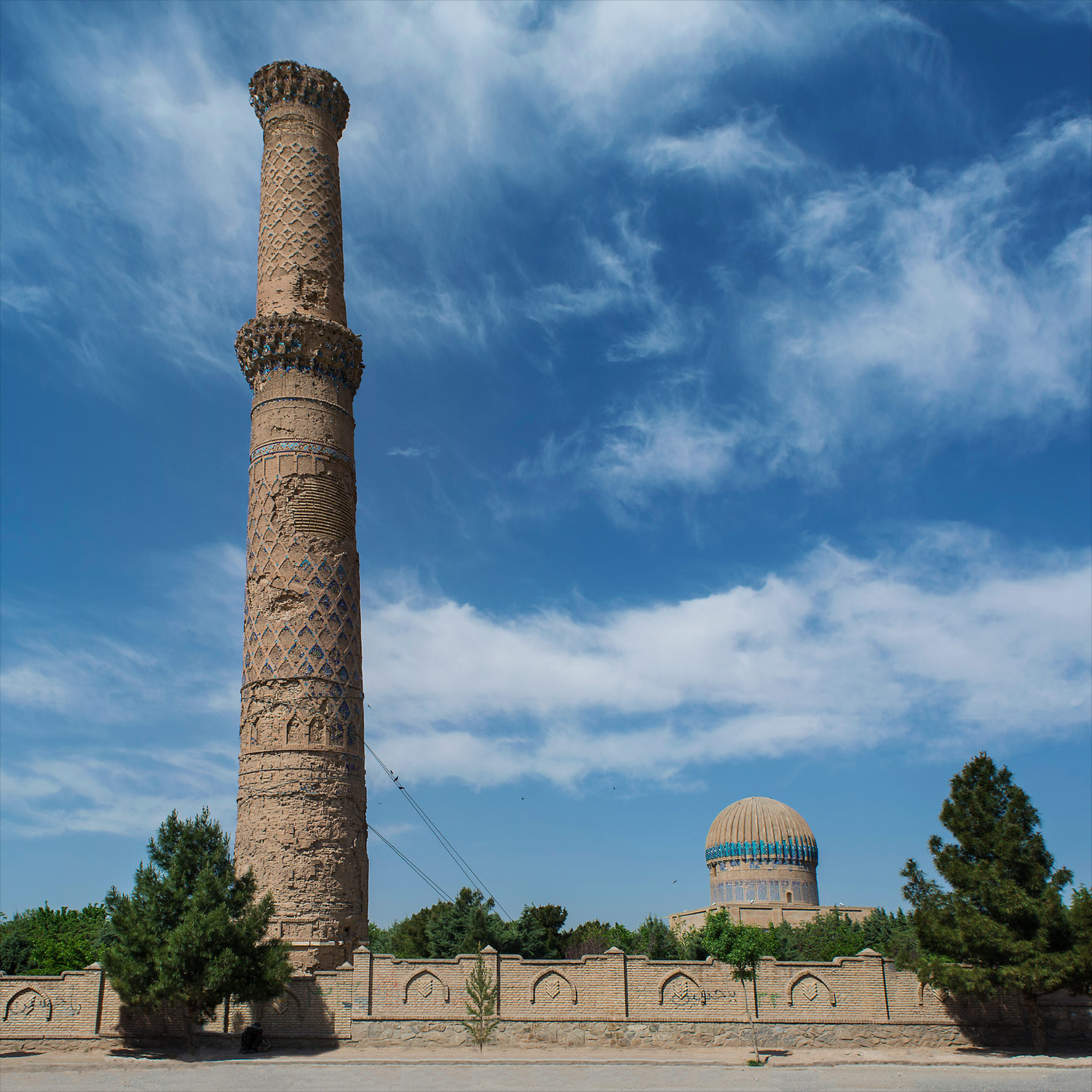
یکی از پنج مناره ی باقی‌مانده ی مصلای هرات و آرامگاه گوهرشاه بیگُم

مصلای هرات توسط ملکه گوهرشاد در اواخر قرن پانزدهم میلادی طرح ریزی و تحت نظارت وی اعمار گردید، این مصلا زمانی بزرگ‌ترین افتخار هرات به‌شمار می‌رفت و در مجاورت آن مدرسه سلطان حسین بایقرا نیز قرار داشت. متاسفانه این مصلا در یال ۱۸۸۵ توسط انگلیس نابود شد و در جریان جنگ های داخلی با تخریب دو مناره دیگر، فقط پنج مناره آن باقی مانده است.

### مسجد عبدالرحمن

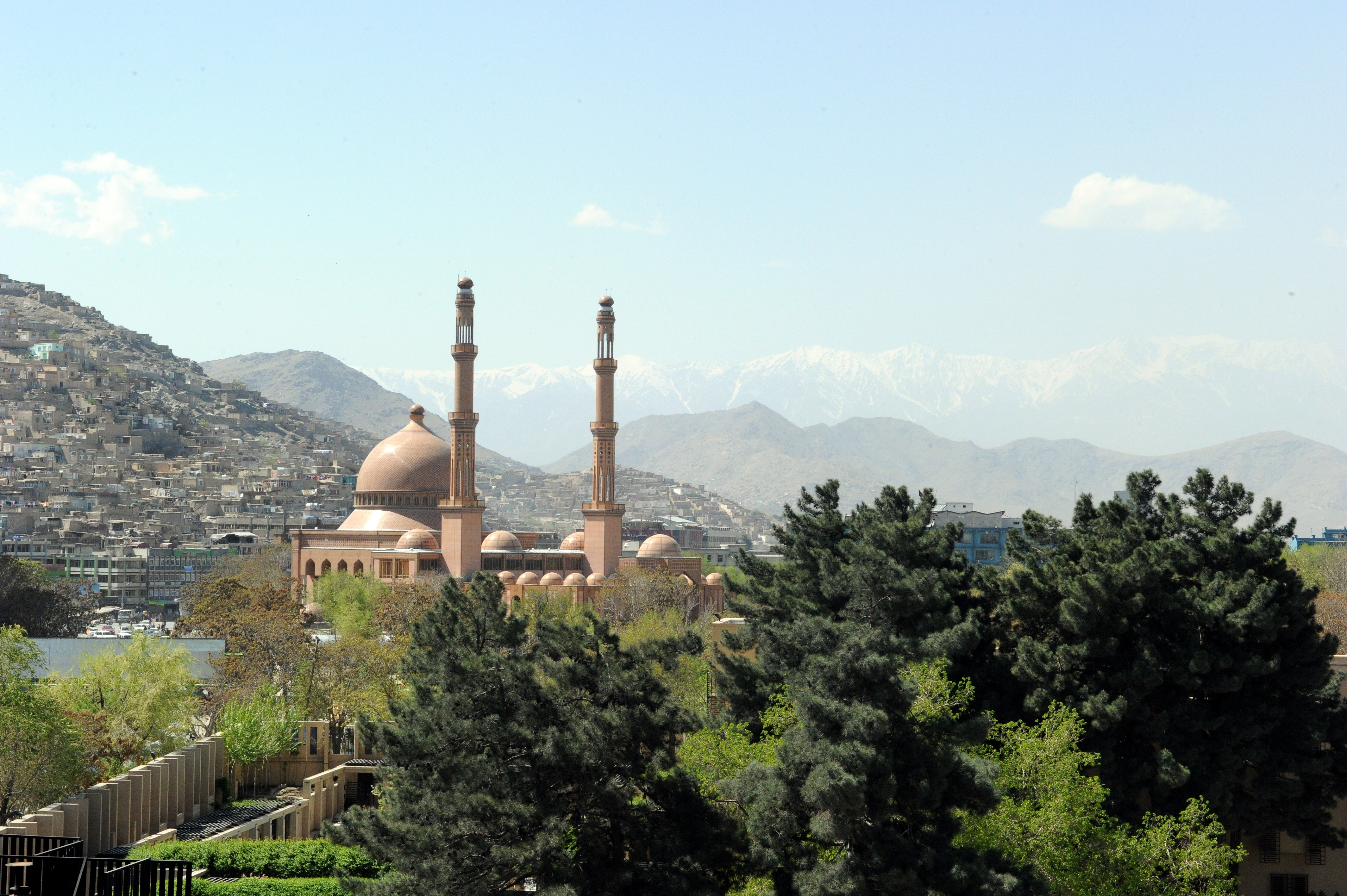
نمایی از مسجد عبدالرحمن، کابل

این مسجد در سال ۲۰۰۹ م. توسط رئیس‌جمهور کرزی افتتاح گردرد. این مسجد با دو مناره و ۱۴ گنبد گنجای ۱۰،۰۰۰ نمازگذار را در یک وقت دارد.

### مسجد شاه دوشمشیره

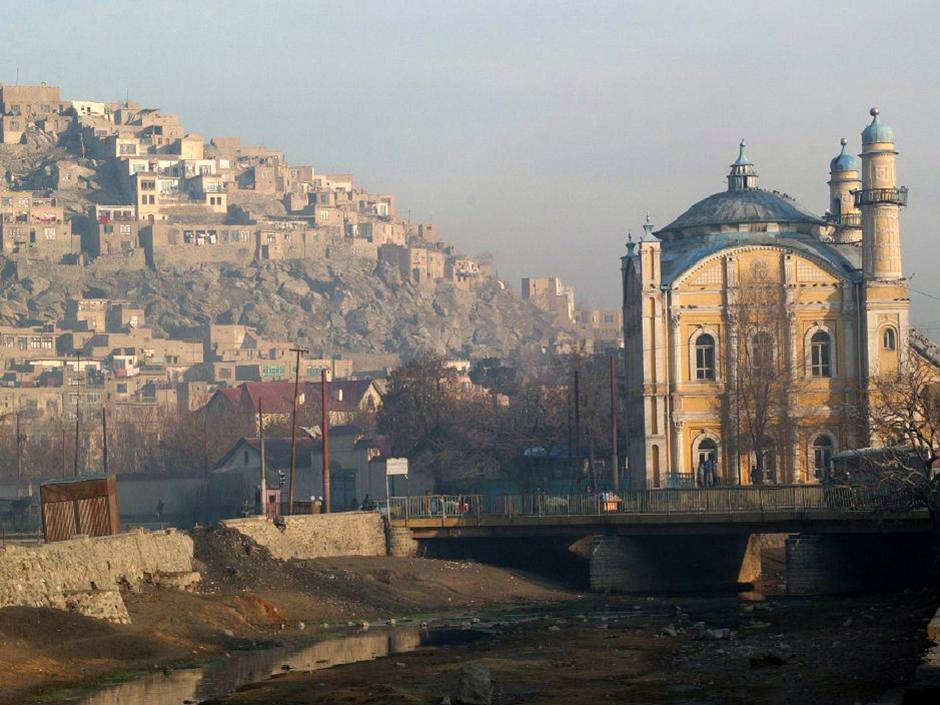
مسجد شاه دوشمشیره در کنار کوه آسمائی و دریای کابل، کابل

این مدفن یک عرب احتمالا لیث بن قیس است که در سال ۳۶ ﻫ. در این مکان کشته شده است. لیث بن قیس فرمانده اعراب صدر اسلام بود که هنگام فتح کابل در این مکان کشته شده و اعراب آرامگاهی برای وی ساختند. این مسجد آخرین بار توسط شاه امان الله خان در سال ۱۳۰۶ بازسازی گردید و اکنون هم به‌عنوان زیارتگاه و هم مسجد مورد توجه مردم کابل است.

### مسجد عیدگاه

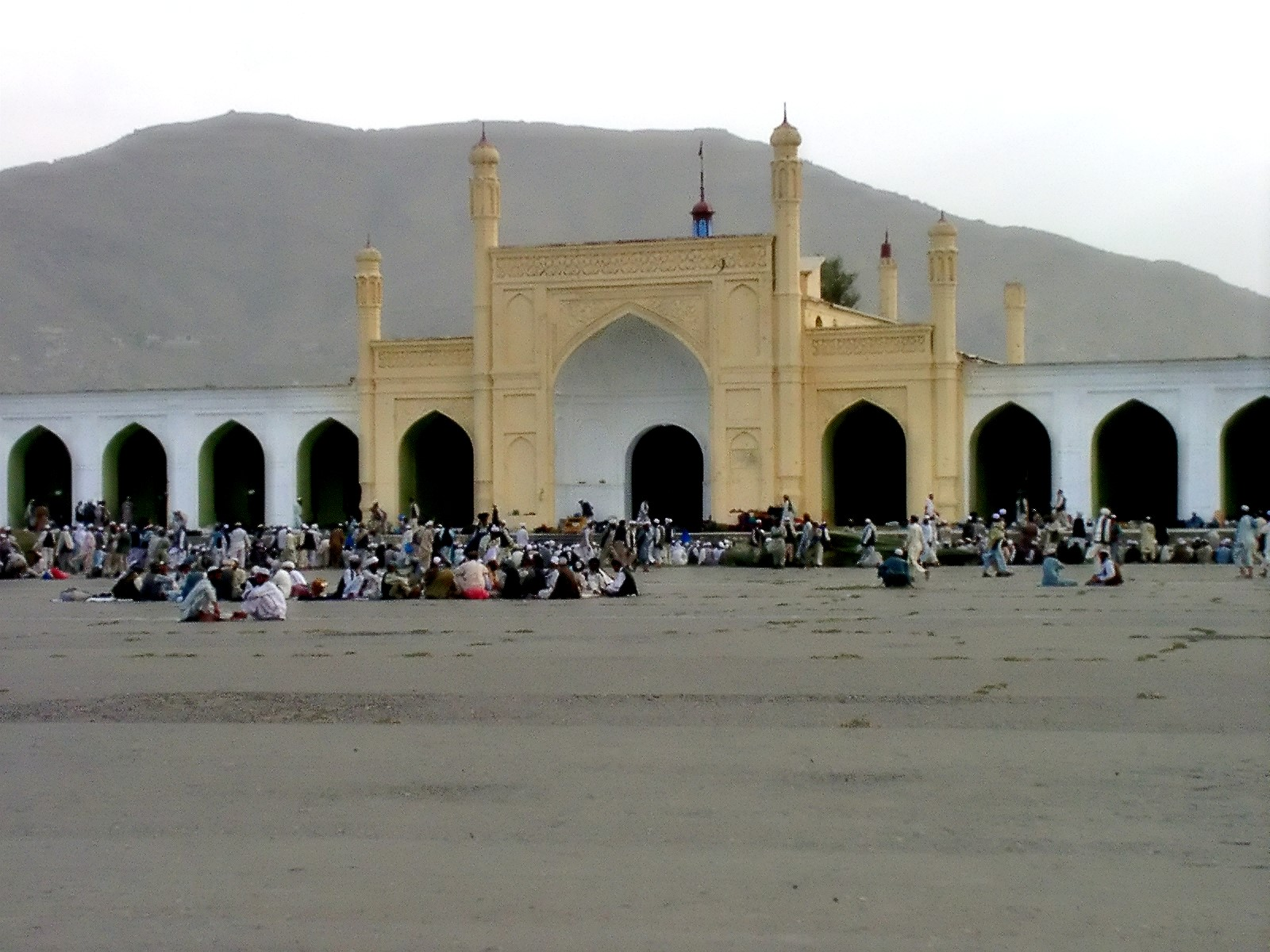
مسجد عیدگاه در کنار دریای کابل، کابل

مسجد عیدگاه میان باغ علیمردان و چمن حضوری در شهر کابل افغانستان قرار دارد. این مسجد در سال ۱۳۱۱ ه‍.ق بنا نهاده‌شده و کار تعمیر آن در سال ۱۳۱۵ ه‍.ق پایان یافت. در دیوار مسجد کتیبه سنگی وجود دارد که در آن تمام خصوصیات درج است. درین مسجد غیر از ادای نماز اجتماعات و جرگه‌های رسمی نیز برگزار می‌شد مثلاً جنگ با بریتانیا جهت استرداد استقلال افغانستان از منبر سنگی همین مسجد اعلان شد. مسجد عیدگاه مسجد جامع و بزرگترین مسجد کابل می‌باشد.

## کوه‌ها

### کوه پامیر

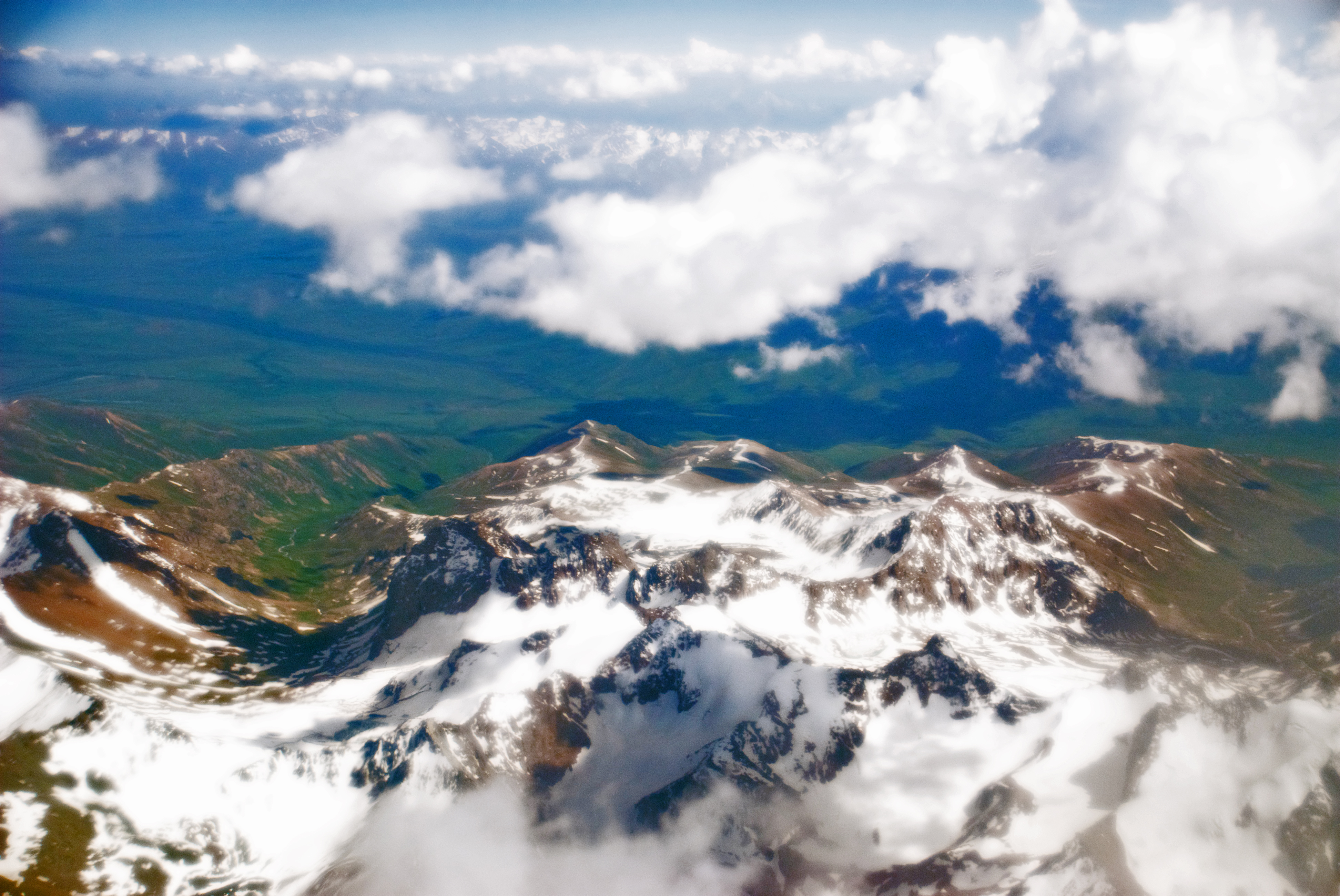
تغارمه مرتفع‌ترین قله کوه پامیر با ۷٬۸۹۹ متر ارتفاع است که در ولایت بدخشان افغانستان واقع شده‌است.

کوه پامیر با اوسط ارتفاع ۷۰۰۰ متر از سطح دریا در مرکز افغانستان، اولین رشته‌کوه بزرگ افغانستان پس می‌باشد. بلندترین قله آن، تغارمه است که ۷٬۸۹۹ متر از سطح دریا ارتفاع دارد و در ولسوالی واخان، ولایت بدخشان واقع شده‌است. کوه پامیر ۷۰،۰۰۰ کیلومتر مربع پهناوری دارد و منبع آبی آمودریا می‌باشد.

### هندوکش

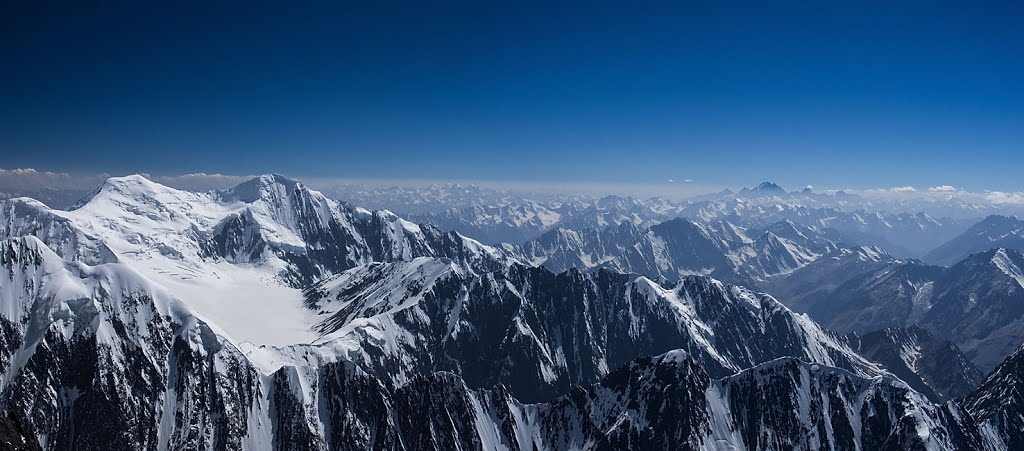
نوشاخ دومین قله مرتفع هندوکش با ۷٬۴۹۲ متر (۲۴٬۵۸۰ فوت) بعد از تراجمیر است که در ولایت بدخشان افغانستان واقع شده‌است.

هندوکش با اوسط ارتفاع ۶۰۰۰ متر از سطح دریا در شمال شرقی افغانستان، دومین رشته‌کوه بزر افغانستان پس از پامیر می‌باشد. بلندترین قله آن در خاک افغانستان قله نوشاخ است که ۷٬۴۹۲ متر ارتفاع دارد و در ولایت بدخشان واقع شده‌است. هندوکش منبع آب رودهای: اشکمش، اندراب، کوکچه، کابل، کندز، کنر، پنجشیر، سالنگ، غوربند، کران و منجان، الیشنگ و الینگار و سیغان و کهمرد می‌باشد. بنابراین منبع آبی حوضه‌ کابل و حوضه بسته می‌باشد.

### کوه بابا

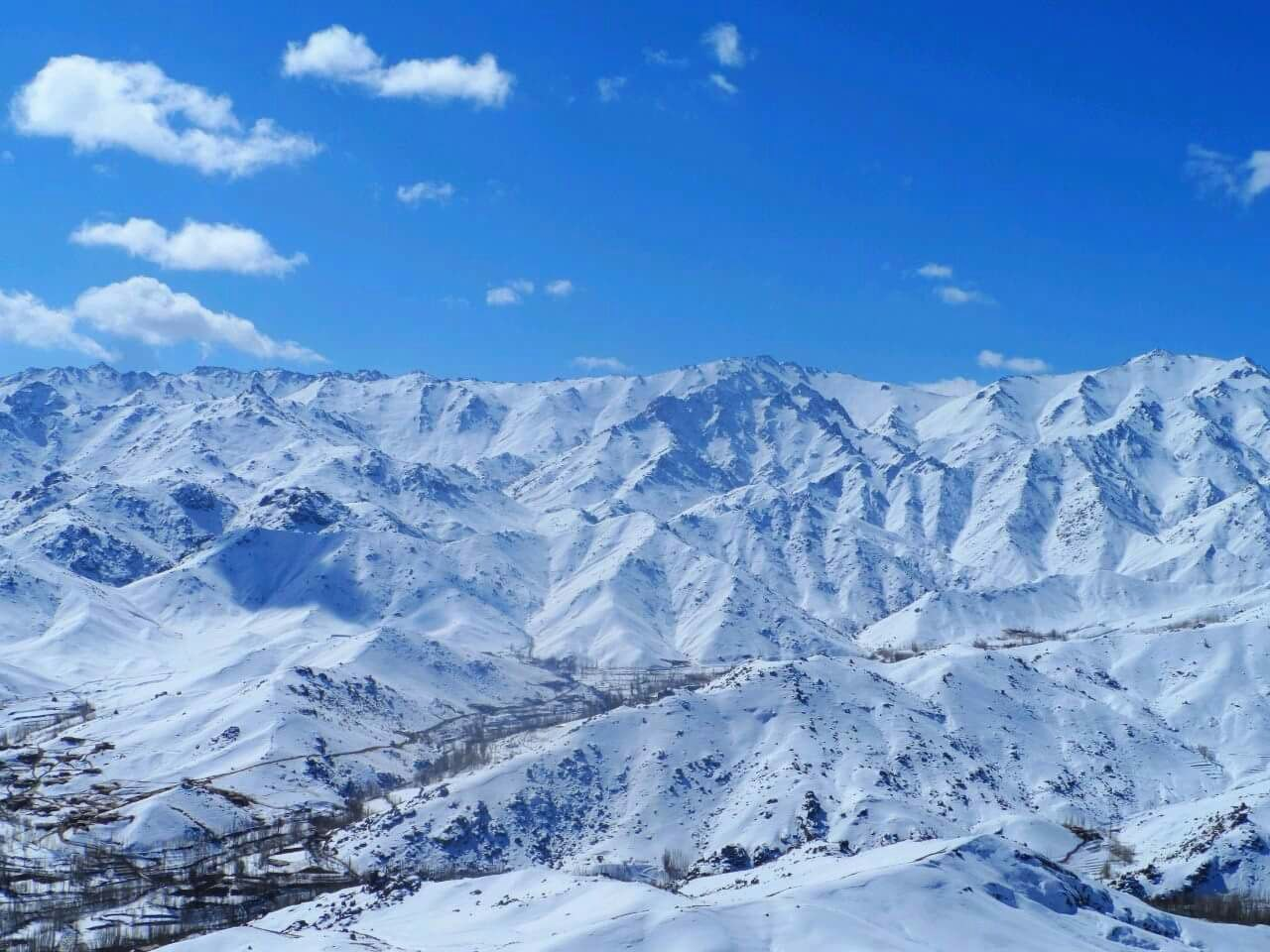
شاه فولادی مرتفع‌ترین قله کوه بابا با ۵٬۱۴۰ متر (۲۴٬۵۸۰ فوت) است که در ولایت بامیان افغانستان واقع شده‌است.

کوه بابا با اوسط ارتفاع ۵۰۰۰ متر از سطح دریا در مرکز افغانستان، سومین رشته‌کوه بزرگ افغانستان پس از پامیر هندوکش می‌باشد. بلندترین قله آن، شاه فولادی است که ۵٬۱۴۰ متر از سطح دریا ارتفاع دارد و در ولسوالی بامیان، ولایت بامیان واقع شده‌است. کوه بابا منبع آب رودهای: بلخاب، سرخاب، هریرود، هیرمند، و مرغاب می‌باشد. بنابراین منبع آبی سه حوزه بزرگ کشور: حوضه هریرود، حوضه بسته و حوضه هلمند است.
رشته‌کوه بابا به خاطر داشتن مناظر زیبای طبیعی، قله همیشه سفید، حوضچه های طبیعی، یخچالها، حیوانات وحشی مانند پلنگ، گرگ، آهو، روباه و پرندگان مختلف مانند باز، کبک و نبابات طبی‌اش از سوی اداره ملی محیط زیست افغانستان به عنوان ساحه حفاظت شده اعلام شد.

### سفید کوه

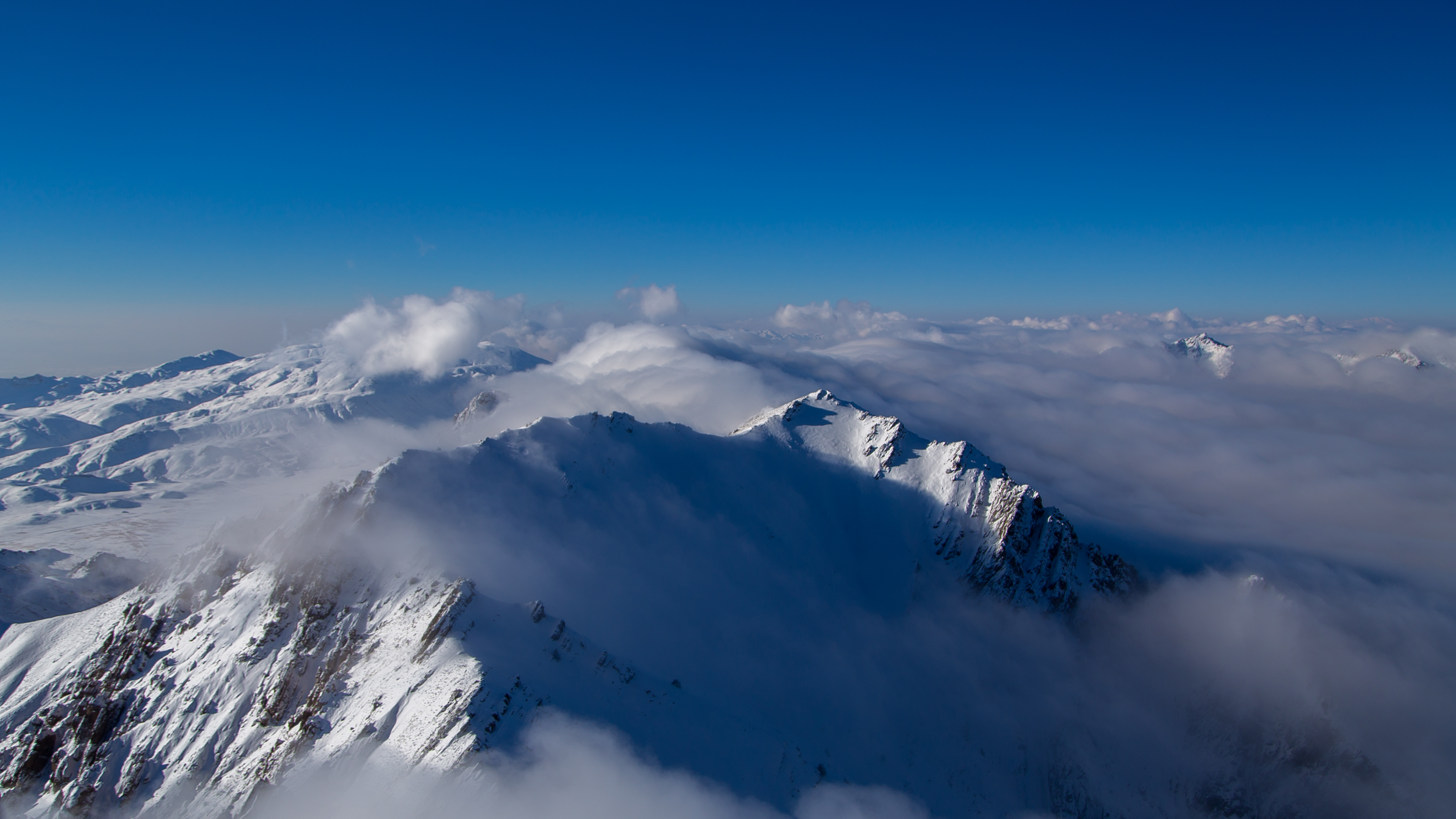
سیکارام مرتفع‌ترین قله سفید کوه با ۴٬۷۵۵ متر ارتفاع است که در ولایت ننگرهار افغانستان موقعیت دارد

سفید با اوسط ارتفاع ۳۰۰۰ متر از سطح دریا در شرق افغانستان، یکی از رشته‌کوه‌های بزرگ افغانستان می‌باشد. بلندترین قله آن، سیکارام است که ۴٬۷۵۵ متر از سطح دریا ارتفاع دارد و در ولایت ننگرهار واقع شده‌است. برف‌های این کوه همیشه کهنه باقی‌ می‌ماند و منبع آبی دریای کرم و سرخرود می‌باشد. این کوه بخاطر جنگلات نشتر، جلغوزه، کاج، سرو، ارچه، بلوط و بیجور ارزش اقتصادی فراوانی دارد اما مانع نفوذ آب‌و‌هوای مونسونی هند می‌شود که باعث شده ارتفاعات مرکزی افغانستان بدون پوشش سبز باشند.

### کوه کلات

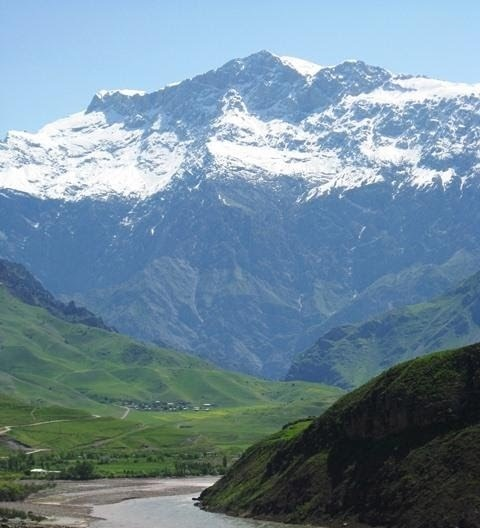
بیاک چشمه مرتفع‌ترین قله کوه کوه کلات با ۴٬۰۹۰ متر ارتفاع است که در ولایت بدخشان افغانستان موقعیت دارد

کوه کلات با اوسط ارتفاع ۳۰۰۰ متر از سطح دریا در شمال شرقی افغانستان، یکی از رشته‌کوه‌های بزرگ افغانستان می‌باشد. بلندترین قله آن، بیاک چشمه است که ۴٬۰۹۰ متر از سطح دریا ارتفاع دارد و در ولایت بدخشان واقع شده‌است. برف‌های این کوه همیشه کهنه باقی‌ می‌ماند و از منابع آبی بزرگ آمودریا به‌شمار می‌رود.

### کوه سفیدخرس

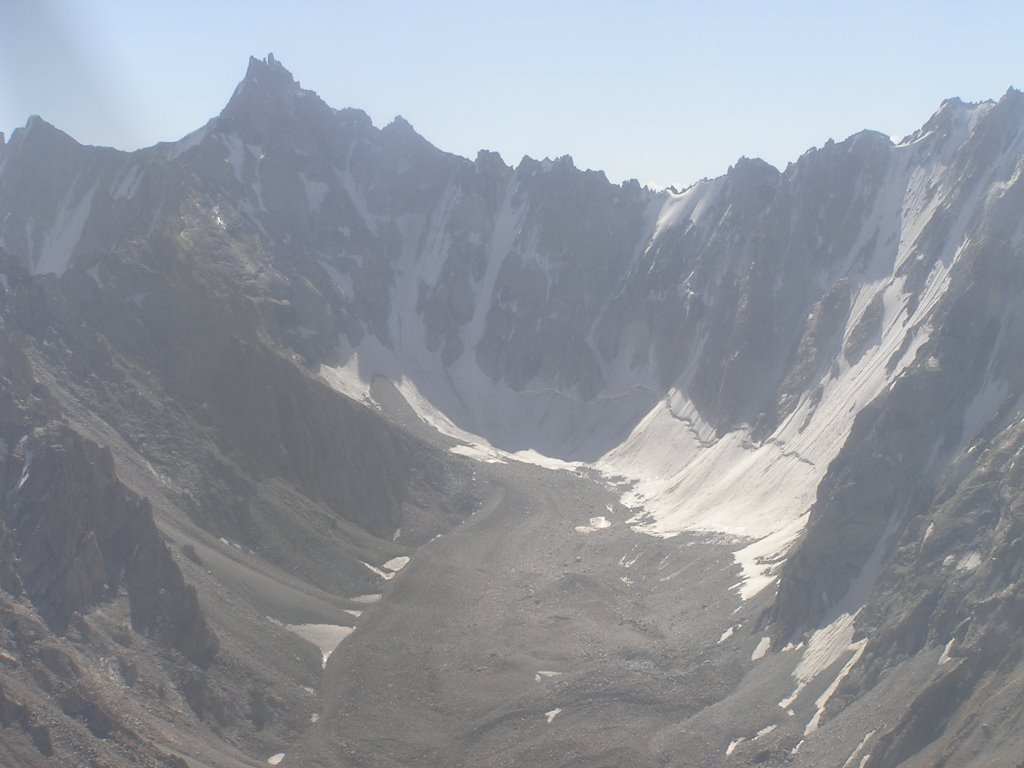
مرتفع‌ترین قله کوه سفیدخرس ۵٬۳۲۶ متر ارتفاع است که در ولایت بدخشان افغانستان موقعیت دارد

### کوه سالنگ

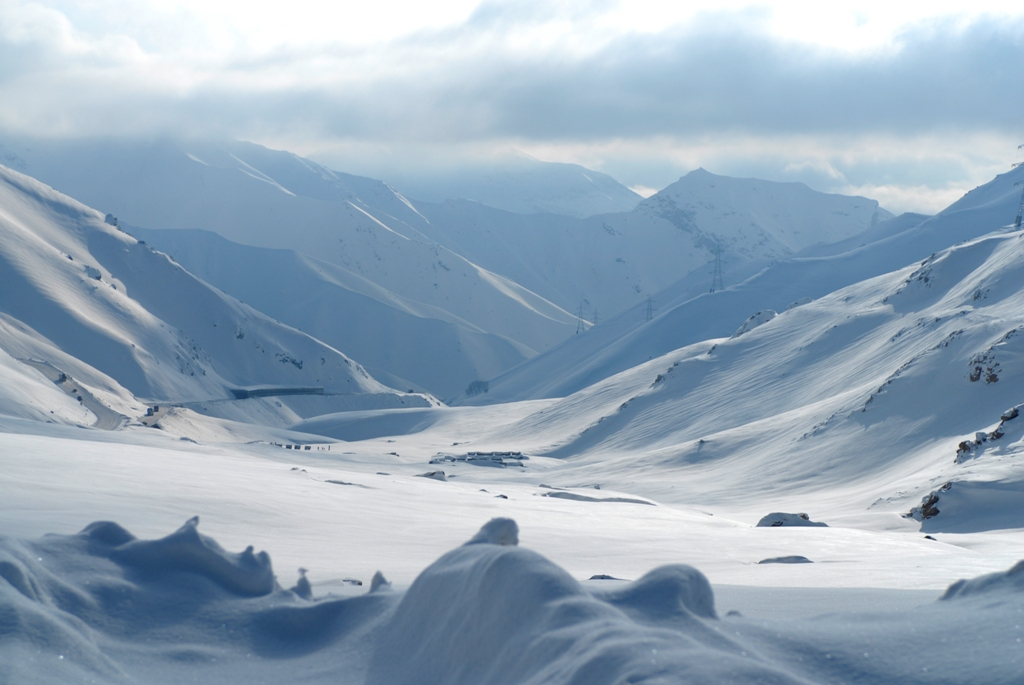
چتپال مرتفع‌ترین قله کوه سالنگ با ۵٬۲۷۷ متر ارتفاع است که در ولایت بغلان افغانستان موقعیت دارد

## کابل
گردشگران می‌توانند از بسیاری از پارکها و مکانهای دیگر در کابل دیدن کنند. در استادیوم غازی اغلب مسابقات فوتبال برگزار می‌شود. در کنار استادیوم زمین اسکیت سرپوشیده ای به نام اسکیتستان قرار دارد. همچنین دو پارک آبی سرپوشیده و چندین باشگاه اسنوکر و بیلیارد در مناطق مختلف شهر وجود دارد.

### مسجد عبدالرحمن
مسجد عبدالرحمن که اخیراً ساخته شده یکی از بزرگترین مساجد کابل است و در مجاورت پارک زرنگار در بخش وزیر اکبرخان از شهر واقع شده‌است که فاصله چندانی با هتل سرنا ندارد.

### ارگ
کاخ ریاست جمهوری افغانستان نیز در بخش وزیر اکبر خان این شهر واقع شده‌است که به صورت محلی ارگ نامیده می‌شود.

### باغ بابر
باغ‌های بابر یک پارک تاریخی در کابل است. این محل استراحتگاه اولین امپراتور مغول بابر بوده‌است. تصور می‌شود که باغ‌ها در حدود سال ۱۵۲۸ میلادی (۹۳۵ هجری قمری) هنگامی که بابر دستور ساخت باغ خیابان در کابل را داد، که در جزئیات آن در خاطرات خود، بابرنامه شرح داده شده‌است، توسعه یافته‌اند. Lonely Planet این پارک را «زیباترین مکان در کابل» توصیف می‌کند.

### کاخ دارال امان
کاخ دارال امان مستقیماً روبروی پارلمان افغانستان در بخش جنوب شرقی شهر واقع شده‌است. از سال ۲۰۱۹ تاکنون کاخ هنوز در دست بازسازی است. پس از اتمام مراحل بازسازی، گردشگران ممکن است از داخل کاخ بازدید کنند.

### باغ وحش کابل
باغ وحش کابل حدود ۲۸۰ حیوان دارد که شامل ۴۵ گونه پرنده و پستاندار و ۳۶ گونه ماهی است. در میان حیوانات دو شیر و یک خانزیر (خوک) وجود دارد که در افغانستان بسیار نادر است. در آخر هفته حدود ۵۰۰۰ نفر از باغ وحش بازدید می‌کنند.

### پغمان
از قلعه پغمان به عنوان یک مکان تابستانی و شکارگاه استفاده می‌شده‌است که در شمال غربی کابل واقع شده‌است.

### قرغه
قرغه یک آب انبار بزرگ است و در کنار آن یک مکان پیک نیک قرار دارد و در مسیر پغمان قرار دارد.

## جاهای مشهور برای گردشگران

### ولایت غزنی
در ولایت غزنى، جمعاً حدود ٣٠٠ آبده و مقبرۀ تاریخى موجود میباشد، که از جمله تنها ۳٠ منطقۀ آن، در جریان 15 گذشته اعمار گردیده است.که از جمله میتوان گفت  مزار سنایى، شمس بابا، حسن غزنوى، شامیر پالیزوان، سلطان محمود، خواجه بلغار، خواجه على، سلطان شهاب الدین غورى، زیارت ملانوح بابا، دو منار دوران سلطان محمود غزنوى و صدها آبدۀ تاریخى، مناطق و مقبره هایى مشابه آن وجود دارد. در غزنی محل بنام آب استاده وجود دارد که همه ساله در حدود ۸۰ نوع پرنده برای مدتی مهاجرت می نمایند.

### پگتیا

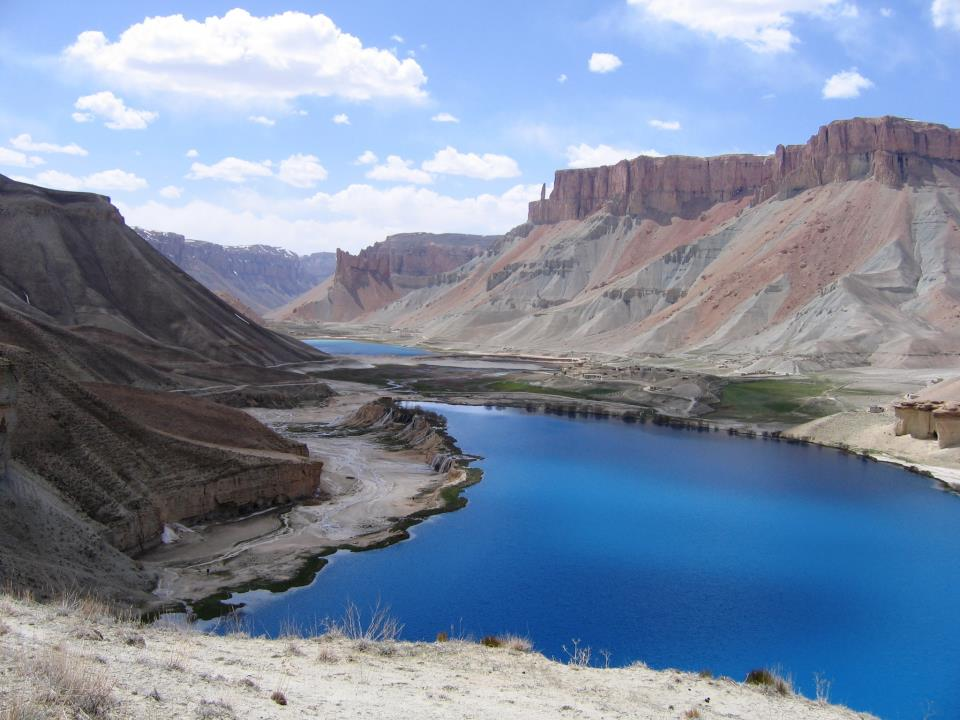
پارک ملی بند امیر در استان بامیان افغانستان
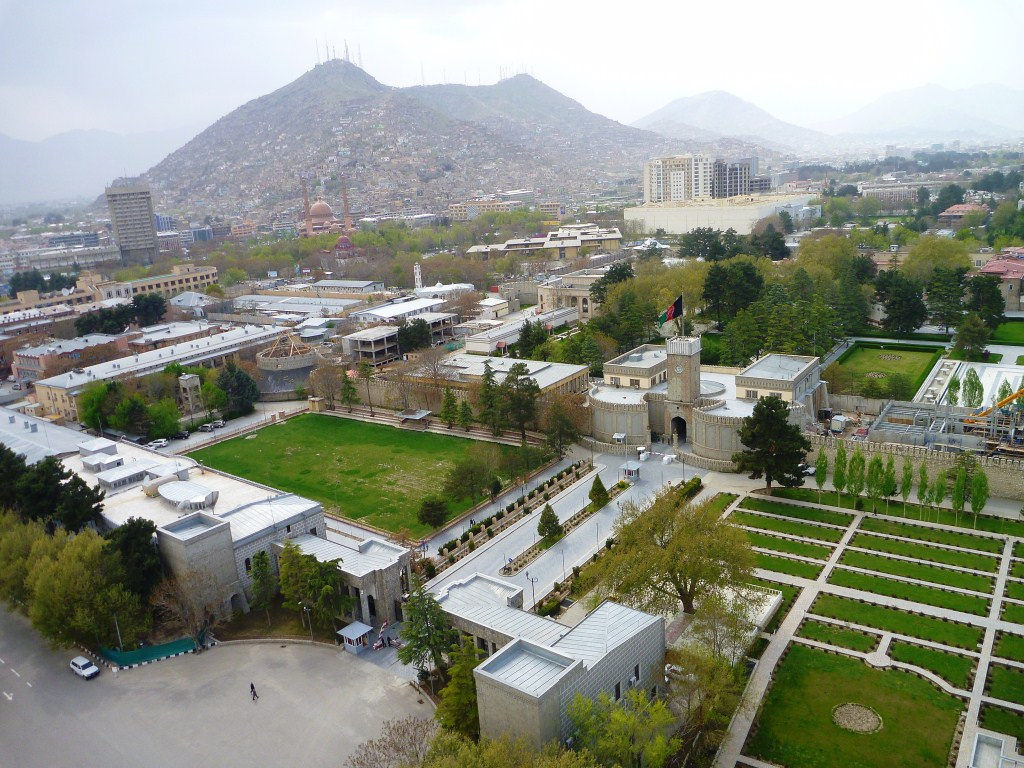
دروازه جلوی ارگ (کاخ ریاست جمهوری افغانستان)
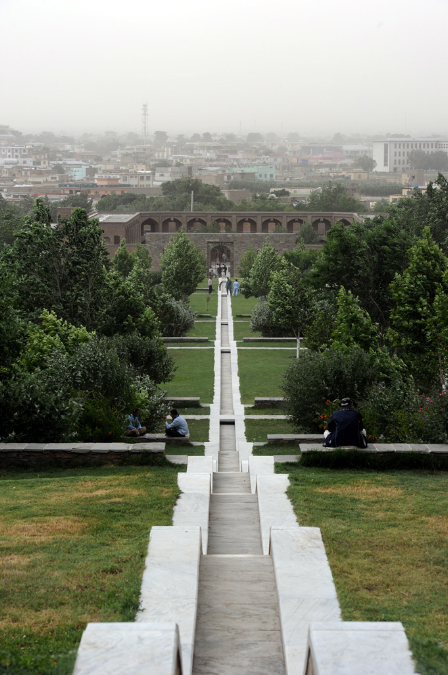
باغهای بابر
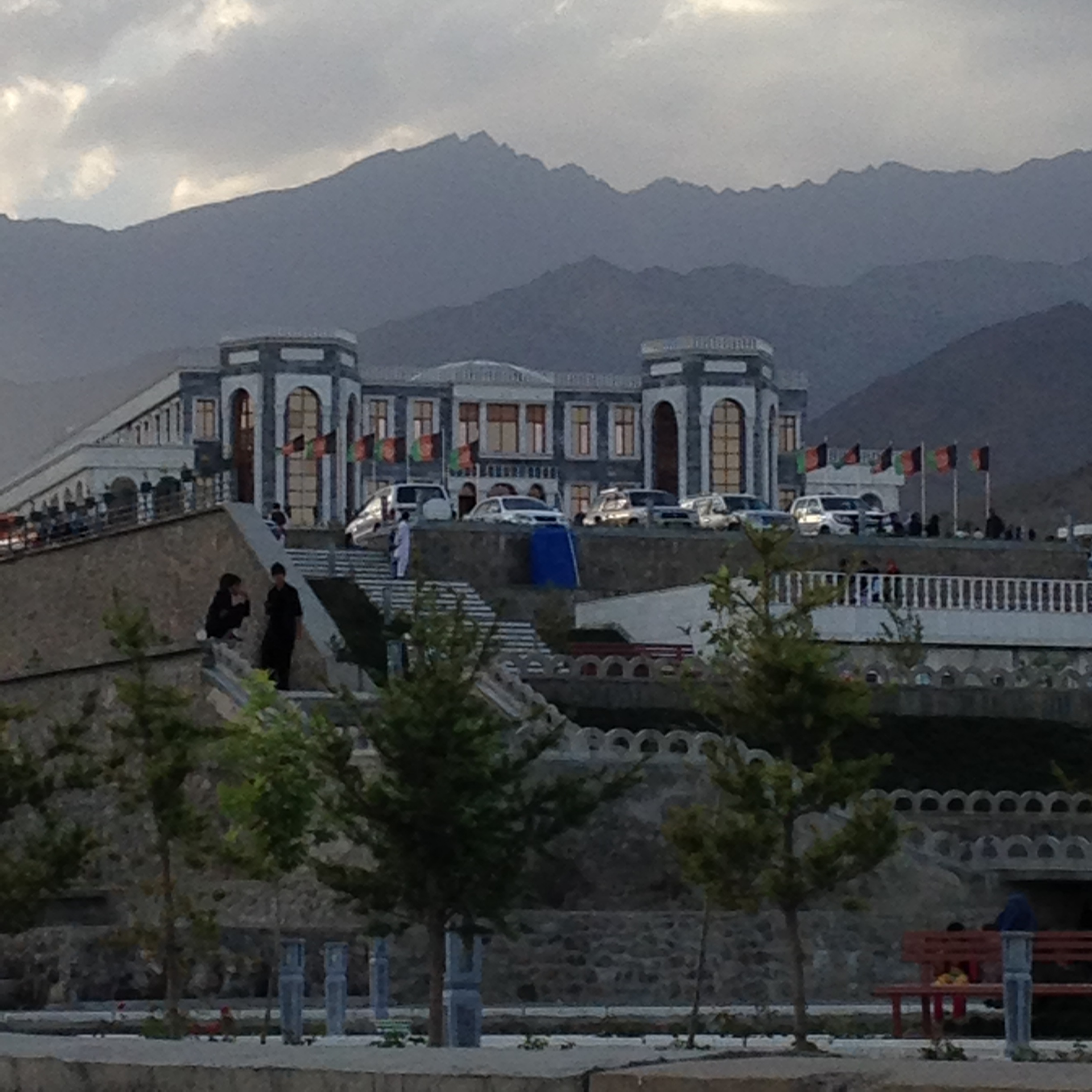
قلعه تپه پغمان

## بامیان

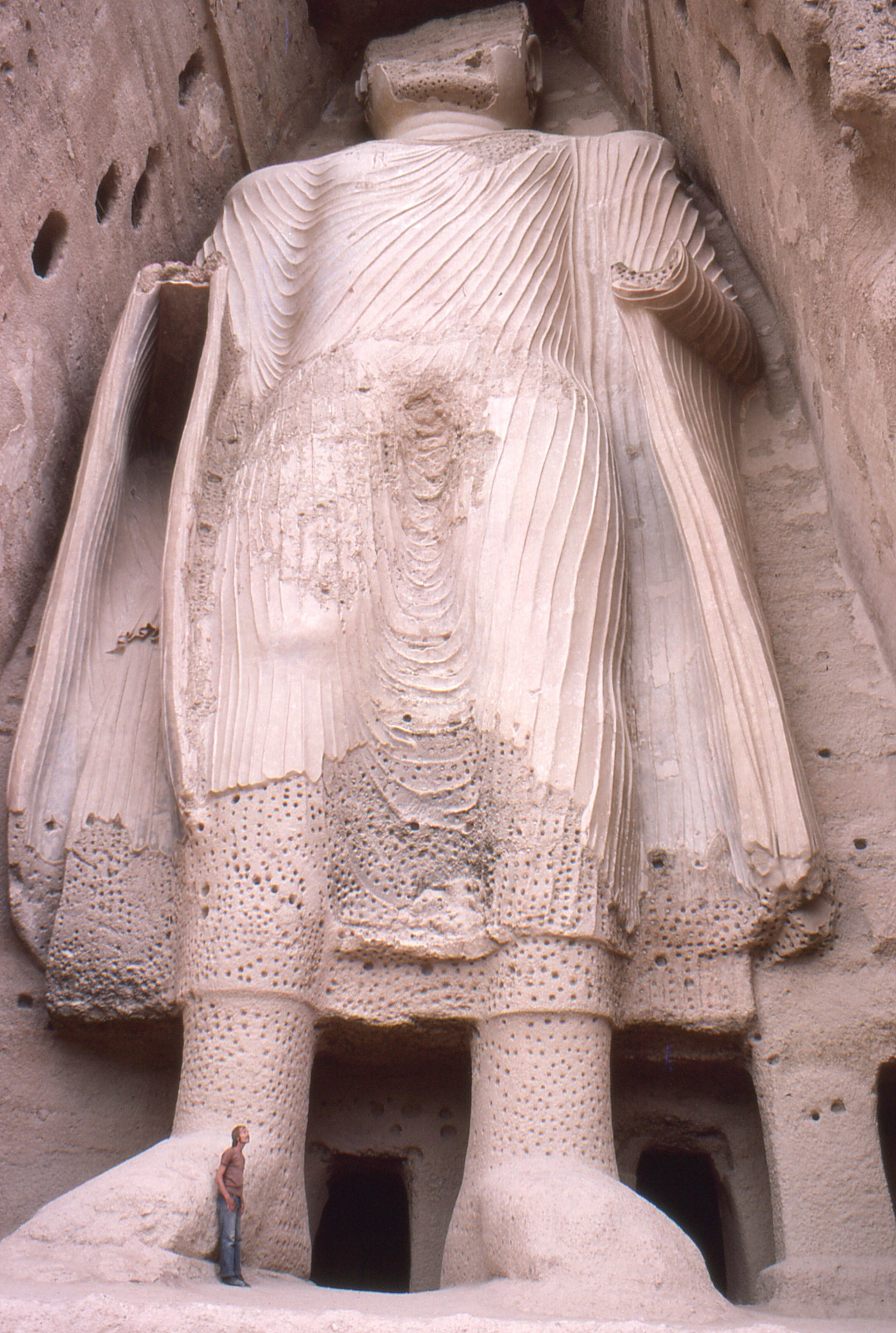
بودا (شمامه) با ارتفاع ۳۵ متر

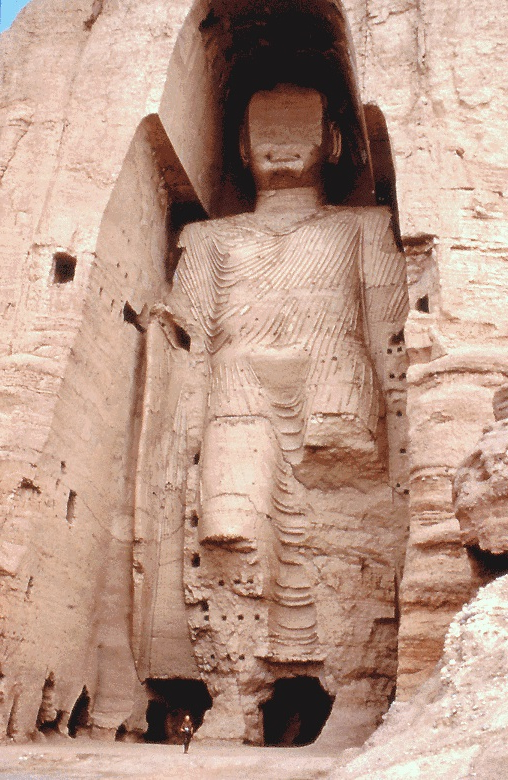
بودا (صلصال) با ارتفاع ۵۵ متر

ولایت بامیان دارای تاریخ کهن و مناطق تفریحی دلپذیری است که شامل: پارک ملی بند امیر، پارک ملی دره‌ آجر، تندیس‌های بودا در بامیان، شهر ضحاک، شهر غلغله، کافر قلعه، شهر بربر، کفتر غار، چشمه شفا، دره فولادی، دره بابر، دره کالو، قله شاه فولادی کوه بابا، دریاچه‌های شاه‌فولادی، معدن آهن حاجیگک و... می باشد. چندین هتل مدرن مانند هوتل غلغله، در بامیان، مرکز این ولایت نیز وجود دارد. برخی از افراد در زمستان برای ورزش اسکی به بامیان مراجعه می‌کنند.